# Сан Джорджо су Леняно
Сан Джо̀рджо су Леня̀но (на италиански: San Giorgio su Legnano, на западноломбардски: San Giorgiu, Сан Джорджу) е градче и община в Северна Италия, провинция Милано, регион Ломбардия. Разположено е на 198 m надморска височина. Населението на общината е 6794 души (към 2010 г.).